# Maianthemum stenolobum
Maianthemum stenolobum är en sparrisväxtart som först beskrevs av Adrien René Franchet, och fick sitt nu gällande namn av Sing Chi Chen och Shoichi Kawano. Maianthemum stenolobum ingår i släktet ekorrbärssläktet, och familjen sparrisväxter. Inga underarter finns listade i Catalogue of Life.